# Communauté de communes Val-de-Saône Chalaronne
Die Communauté de communes Val-de-Saône Chalaronne ist ein ehemaliger französischer Gemeindeverband mit Rechtsform einer Communauté de communes im Département Ain, dessen Verwaltungssitz sich in dem Ort Thoissey befand. Der Gemeindeverband bestand aus sieben Gemeinden und zählte 8.567 Einwohner (Stand 2013}) auf einer Fläche von 93,5 km2. Präsidentin des Gemeindeverbandes war zuletzt Muriel Luga-Giraud.

## Historische Entwicklung
Der Gemeindeverband wurde am 29. Dezember 1993 gegründet, nur etwa ein Jahr nach Inkrafttreten der durch das Gesetz vom 6. Februar 1992 vorgesehenen Mechanismen. Zu Beginn umfasste er sechs Mitgliedsgemeinden, bis 2002 die Gemeinde Saint-Étienne-sur-Chalaronne hinzustieß.
Mit Wirkung vom 1. Januar 2017 wurde der Gemeindeverband mit der Communauté de communes Montmerle Trois Rivières zur Nachfolgeorganisation Communauté de communes Val de Saône Centre fusioniert.

## Aufgaben
Zu den vorgeschriebenen Kompetenzen gehörten die Entwicklung und Förderung wirtschaftlicher Aktivitäten und des Tourismus sowie die Raumplanung auf Basis eines Schéma de Cohérence Territoriale. Der Gemeindeverband betrieb die Straßenmeisterei, die Abwasserentsorgung und die Müllabfuhr und -entsorgung. Zusätzlich baute und unterhielt der Verband Sporteinrichtungen.

## Ehemalige Mitgliedsgemeinden
Folgende sieben Gemeinden gehörten der Communauté de communes Val-de-Saône Chalaronne an:
| Gemeinde                     | Einwohner 1. Januar 2022 | Fläche km² | Dichte Einw./km² | Code INSEE | Postleitzahl |
| ---------------------------- | ------------------------ | ---------- | ---------------- | ---------- | ------------ |
| Garnerans                    | 685                      | 8,6        | 80               | 01167      | 01140        |
| Illiat                       | 696                      | 20,4       | 34               | 01188      | 01140        |
| Mogneneins                   | 824                      | 8,6        | 96               | 01252      | 01140        |
| Peyzieux-sur-Saône           | 656                      | 8,7        | 75               | 01295      | 01140        |
| Saint-Didier-sur-Chalaronne  | 2.969                    | 25,0       | 119              | 01348      | 01140        |
| Saint-Étienne-sur-Chalaronne | 1.625                    | 21,0       | 77               | 01351      | 01140        |
| Thoissey                     | 1.644                    | 1,3        | 1.265            | 01420      | 01140        |